# Queen’s Walk

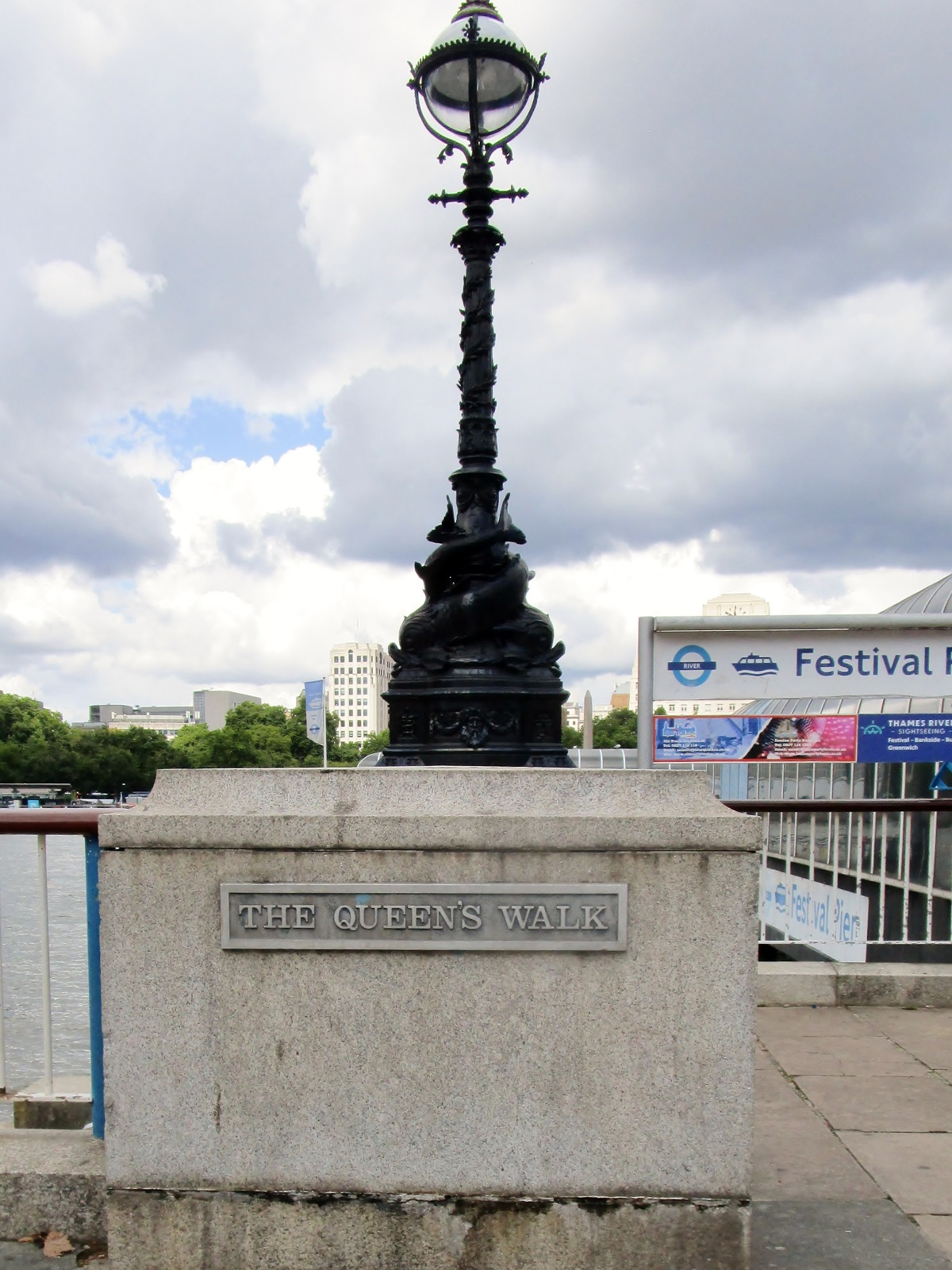
Inschrift „The Queen’s Walk“ (2025)

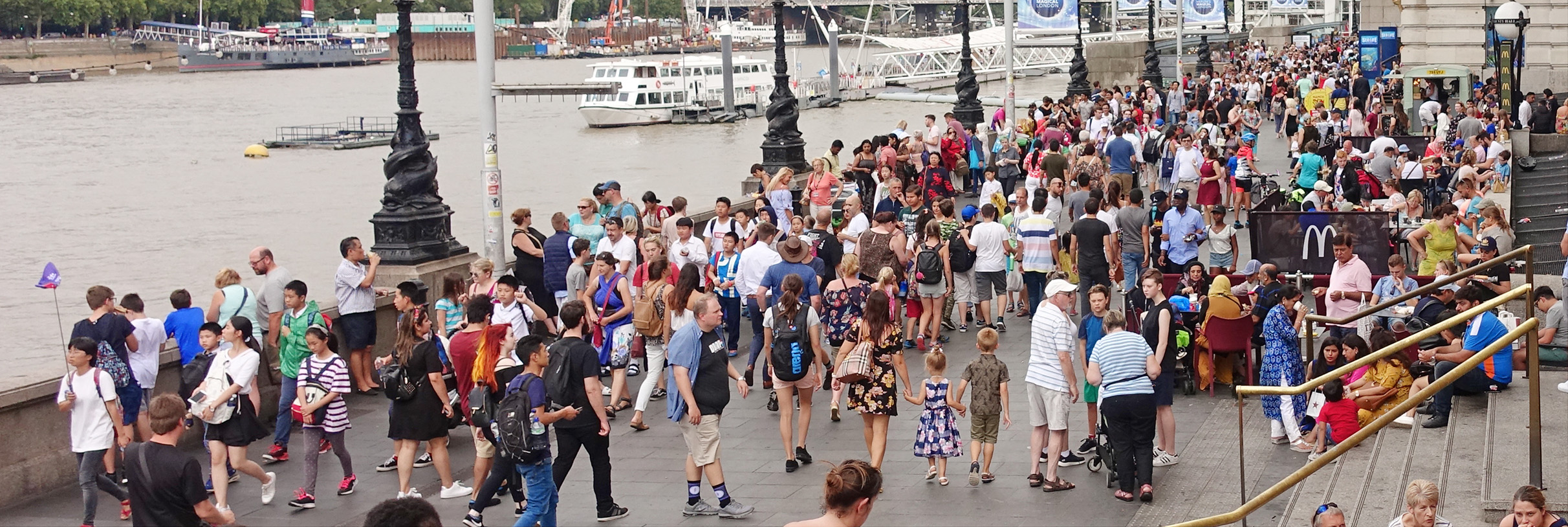
Überfüllte Promenade Queen's Walk an der Themse in London

Queen’s Walk ist eine Promenade entlang der Themse im Londoner Stadtteil South Bank. Sie beginnt an der Lambeth Bridge und endet an der bekannten Tower Bridge. Die mehrere Meilen lange Promenade erfreut sich nicht nur bei Londonern großer Beliebtheit, die sie zum Joggen und Spazierengehen nutzen, sondern dank der zahlreichen Baudenkmäler entlang der Strecke auch bei Touristen.

## Geschichte
1977 wurde die Uferpromenade für Fußgänger entlang des Südufers der Themse als integraler Bestandteil des Jubilee Walkway zur Feier des Silbernen Thronjubiläums von Königin Elisabeth II. geschaffen. Der Abschnitt im Westen wurde jedoch erst nach Abschluss der Bauarbeiten für die London Bridge City um 1990 angelegt.
Im Jahr 1996 wurde der Weg Grundlage für die Einrichtung des nationalen Wanderwegs Thames Path durch London.

## Route
Obwohl der Queen's Walk offiziell an der Lambeth Bridge beginnt, starten viele Menschen ihren Spaziergang erst an der Westminster Bridge. Auf der anderen Seite des Flusses fällt der Komplex des Palace of Westminster ins Auge – Sitz des Parlaments des Vereinigten Königreichs. Auf hiesiger Seite wird die Promenade zwischen Lambeth und Westminster Bridge von einer Mauer flankiert, die seit 2021 als National Covid Memorial Wall auf 500 Metern Länge an die Opfer der COVID-19-Pandemie im Vereinigten Königreich erinnert.
Wenige Meter von der Westminster Bridge entfernt in Richtung Norden befindet sich die County Hall im edwardianischen Barockstil, die früher als Hauptgebäude des London County Council diente. Heute beherbergt dieses riesige Gebäude das Sea Life London Aquarium und Shrek’s Adventure London. 2013 zog das Gruselkabinett London Dungeon hierher um. Bereits 2000 wurde das Riesenrad London Eye neben der County Hall in den Jubilee Gardens eröffnet. Von 2000 bis 2010 war hier zudem das Dalí Universe mit surrealistischen Skulpturen und Gemälden von Salvador Dalí zu sehen.

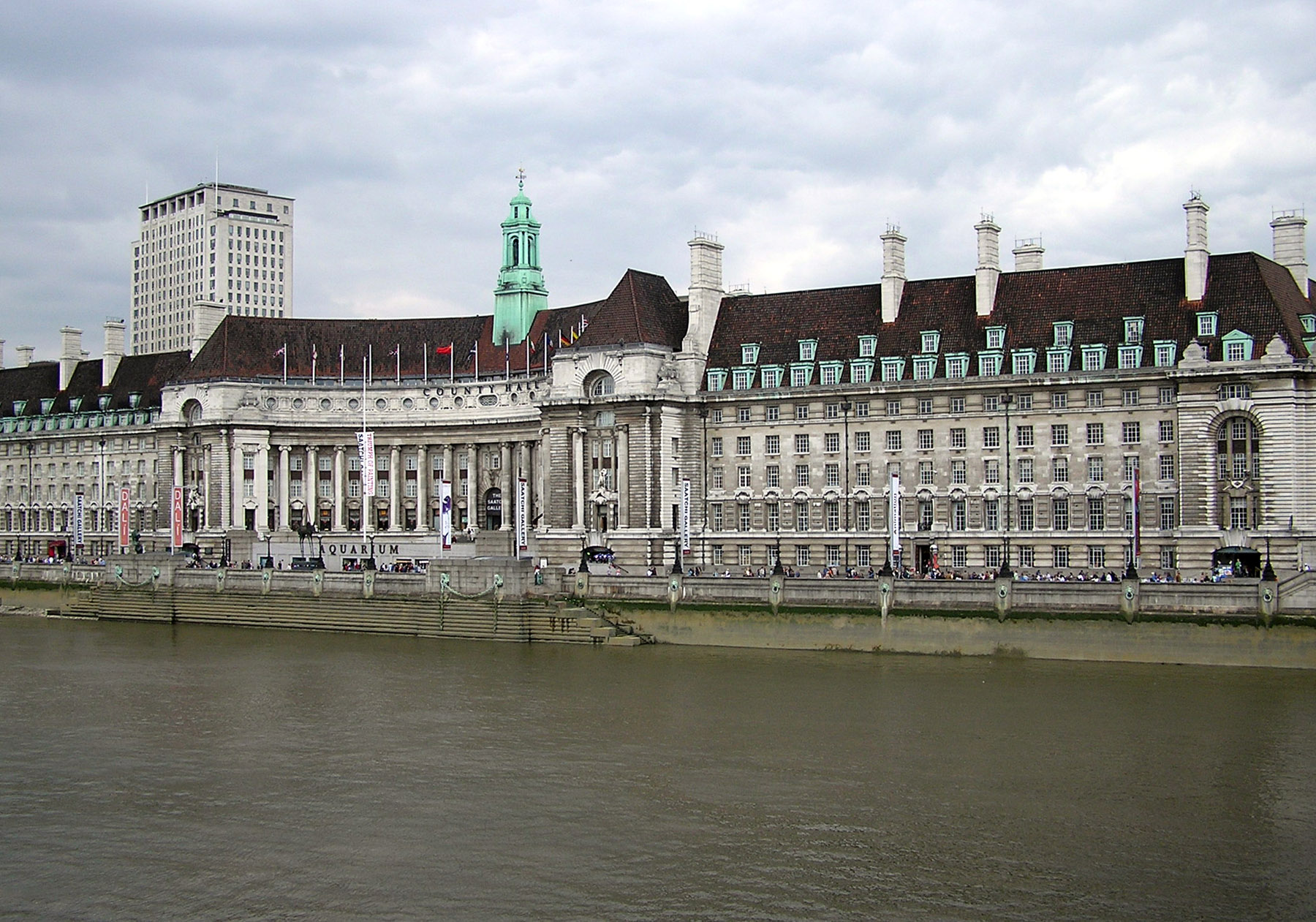
County Hall – heute Sitz des Sea Life London Aquariums und weiterer Attraktionen

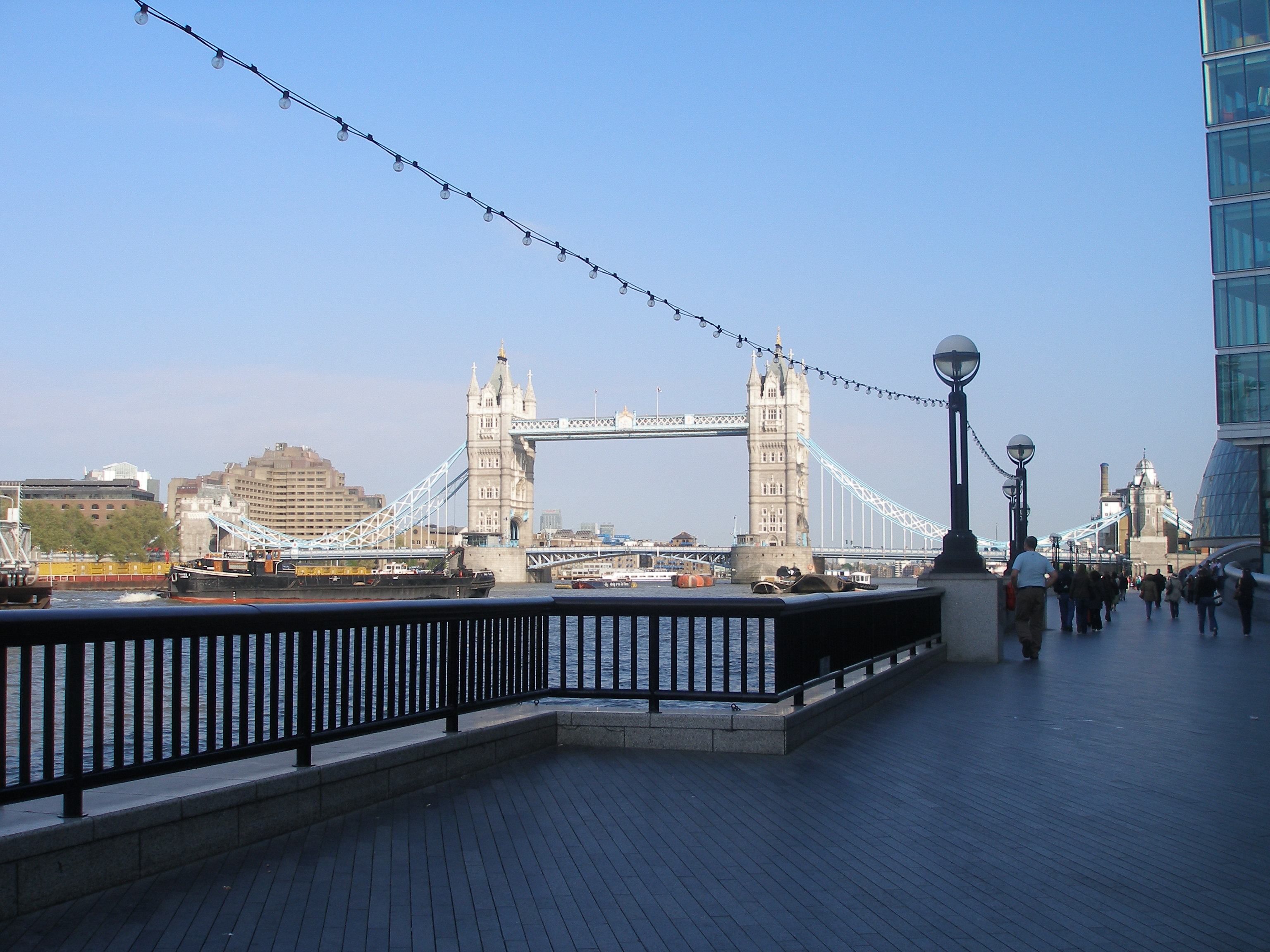
Blick vom Queen’s Walk in Richtung Tower Bridge

Hinter der Eisenbahnbrücke Hungerford Bridge, die von zwei Fußgängerbrücken flankiert wird, folgen die Royal Festival Hall sowie die Hayward Gallery und die Queen Elizabeth Hall. Abgerundet wird das Kulturviertel jenseits der Waterloo Bridge durch das Royal National Theatre im brutalistischen Architekturstil. Ein paar Dutzend Meter entfernt, nahe der Themse, steht der achtstöckige rot-weiße OXO Tower im Art-Deco-Stil.
Hinter zwei weiteren Londoner Brücken befindet sich das große Backsteingebäude Tate Modern, in dem sich Großbritanniens Nationalmuseum für moderne Kunst befindet. Das ehemalige Kraftwerksgebäude beherbergt heute Werke von Picasso, Matisse und Monet. Queen’s Walk führt von der Tate Modern zur Millennium Bridge, von wo eine direkte Sichtbeziehung auf die St Paul’s Cathedral geboten wird. Nur wenige Schritte vom Museum entfernt befindet sich eine exakte Nachbildung von Shakespeares Globe Theatre, in dem jeden Sommer Shakespeares Stücke aufgeführt werden.
Entlang der Themse führt die Route weiter an weiteren Brücken vorbei, heute Southwark Bridge und Cannon Street Railway Bridge. Hinter der Southwark Cathedral führt der Queen's Walk über die letzte Brücke, die London Bridge. Dahinter wird die Trasse schmaler, doch gleichzeitig eröffnet sich ein herrlicher Blick auf die Wolkenkratzer der Londoner City. War das markante 30 St Mary Axe 2007 noch gut sichtbar, wird es inzwischen durch neu hinzugekommene Wolkenkratzer verdeckt. Beim Kreuzer HMS Belfast, der heute als Museum dient, verwandelt sich der Queen’s Walk in eine breite Promenade, die auf der einen Seite von der Themse und auf der anderen von gläsernen Bürogebäuden gesäumt wird. Eines davon ist das moderne zehnstöckige Gebäude des zeitweiligen Londoner Rathauses (City Hall), dessen modernes Erscheinungsbild einen völligen Kontrast zum Tower am gegenüberliegenden Flussufer bildet. Vom Ufer ein Stück zurückgesetzt ist der höchste Wolkenkratzer Londons, The Shard. Direkt neben der City Hall verbinden die Gehwege zur Tower Bridge, wo Londons Promenade Queen’s Walk endet.